# Тростянка (притока Горині)
Тростянка — річка у Білогірському районі Хмельницької області, ліва притока Горині (басейн Дніпра).

## Опис
Довжина річки 12 км, похил річки — 1,9 м/км. Формується з багатьох безіменних струмків та декількох водойм. Площа басейну 72,9 км².

## Розташування
Бере початок на північно-західній околиці села Великі Калетинці. Тече переважно на південний схід і між селами Корнище та Синютки впадає у річку Горинь, праву притоку Прип'яті. 
Населені пункти вздовж берегової смуги: Юрівка, Тростянка.